# Francis Hutcheson
Francis Hutcheson (Drumalig, Irlanda do Norte, 8 de agosto de 1694 – Glasgow, 8 de agosto de 1746) foi um teólogo presbiteriano e filósofo irlandês (de raízes escocesas). Conhecido pelas suas teses sobre Ética e por ter sido professor e fonte de inspiração de Adam Smith, Francis Hutcheson é um exemplo paradigmático da transição do puritanismo Calvinista para uma teologia mais tolerante e pró-modernidade. Em grande contraste com as ideias de Hobbes, um premonitor do nihilismo o qual vê na luta política uma luta de "todos contra todos", Hutcheson preconiza uma filosofia do progresso comum, de indivíduos cooperantes. O bem-estar dos outros é também o meu bem-estar. A forma suprema da minha felicidade é a minha acção em prol do bem-estar dos outros. Hutcheson terá sido um dos primeiros liberais europeus, propondo a visão de uma sociedade livre, onde há a maximização possível das liberdades pessoais com o objectivo da felicidade comum. 
A sua frase "A melhor acção é aquela que produz a maior felicidade para o maior número" traduz a inspiração que Hutcheson produziria para gerações de filfilósofos linha utilitarista tais como Jeremy Benthan e John Stuart Mill. Francis Hutcheson é também um dos principais responsáveis pelo triunfo do Iluminismo na Escócia.

## Infância, estudos e início de carreira
Ele terá provavelmente nascido em Drumalig, na paróquia de Saintfield, Condado (County) de Down, na Irlanda do Norte. Apesar da família ter origem em Ayrshire, Escócia, o seu pai e seu avô foram sacerdotes de congregações divergentes (presbiterianos) no norte da Irlanda. Hutcheson foi educado em parte pelo avô, e em parte numa academia, onde de acordo com a biografia do Dr. Leechman, ele foi ensinado a "filosofia escolástica comum em voga naqueles dias". Em 1710 ele entrou para a Universidade de Glasgow, onde passaria seis anos, de início estudando filosofia, literatura clássica e geral e posteriormente teologia.
Após deixar a Universidade, regressou à Irlanda do Norte e recebeu a licença para pregar. Quando estava prestes a entrar para o curato de uma pequena congregação divergente, ele mudou de planos, seguindo o conselho de um amigo, e abriu uma academia privada em Dublin.
O seu talento literário valeu-lhe a amizade de muitos dos concidadãos mais proeminentes de Dublin. Entre estes conta-se o Arcebispo de Dublin, veridiano, que recusou processar Hutcheson em seu tribunal por manter uma escola sem a licença episcopal.
As relações de Hutcheson com o sacerdócio da Igreja estabelecida, em especial com o Rei e com Hugh Boulter (o arcebispo de Armagh) parecem ter sido cordiais, e o seu biógrafo, falando da "tendência dos seus amigos de o servir, os esquemas propostos para obter a promoção", etc., provavelmente refere-se a algumas ofertas de preferências, como condição da sua ordenação episcopal.
Foi durante a sua estadia em cokim que Hutcheson publicou anonimamente os quatro ensaios por que é mais bem conhecido: a "Investigação sobre a beleza, ordem, harmonia e desígnio"; "Introdução quanto ao bem moral e o mal" em 1725, e "Ensaio sobre a Natureza e conduta das paixões e afecções" e "Ilustrações sobre o senso moral" em 1728. As alterações e adições feitas na segunda edição foram publicadas de forma separada em 1726.